# 王根林
王根林，籍貫湖北省浠水縣，第廿五任中華民國陸軍軍官學校校長。
| 前任： 楊國強 | 中華民國陸軍軍官學校校長 2005年7月—2006年6月 | 繼任： 賈輔義(代理) 陳良沛(正任) |